# Prysk
Prysk (deutsch Preschkau) ist eine Gemeinde des Okres Česká Lípa in der Region Liberec im Norden der Tschechischen Republik am Südhang des Lausitzer Gebirges. Die Gemeinde ist nach einer Wasserquelle benannt worden. („prýskající“ = abspringendes Wasser).

## Geographie
Der Ort liegt im Tal des Baches Pryský potok etwa fünf Kilometer östlich von Česká Kamenice (Böhmisch Kamnitz). Das Erholungsangebot sowie die Herstellung von Glas prägen die Gemeinde, die ihr ursprüngliches Aussehen zu erhalten versucht.

## Geschichte
Der Ort wurde bereits im Jahre 1382 als Pryska erwähnt. Er zeichnet sich durch traditionelle Glasfertigung aus. Erwähnenswert ist die Barockkirche Sankt Peter und Paul, ein Werk des in Nordböhmen öfter anzutreffenden Baumeisters Pietro Paolo Columbani, die außen und innen mit Statuen von A. Max (1763) reichlich verziert ist. Ein anderes Kunstwerk ist das Relief der Madonna aus dem 18. Jahrhundert.

## Ortsteile
Die Gemeinde besteht aus den Ortsteilen Dolní Prysk (Nieder Preschkau, auch Niederpreschkau),  Horní Prysk (Ober Preschkau, auch Oberpreschkau) und  Vesnička (Füllerdörfel, auch Füllerdorfel). Grundsiedlungseinheiten sind Dolní Prysk und Horní Prysk.
Das Gemeindegebiet gliedert sich in die Katastralbezirke Dolní Prysk und Horní Prysk.

## Galerie

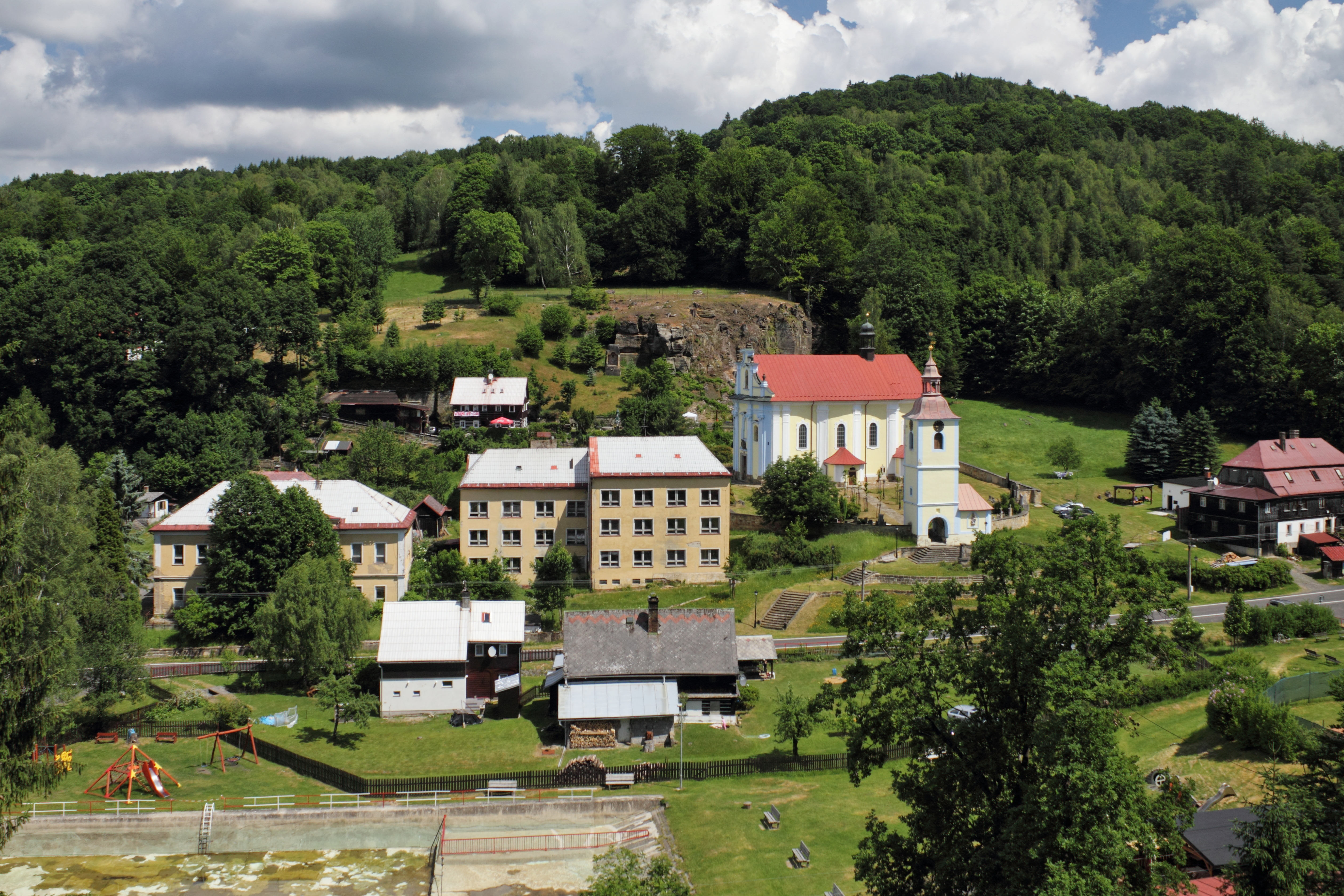
Blick auf Horní Prysk
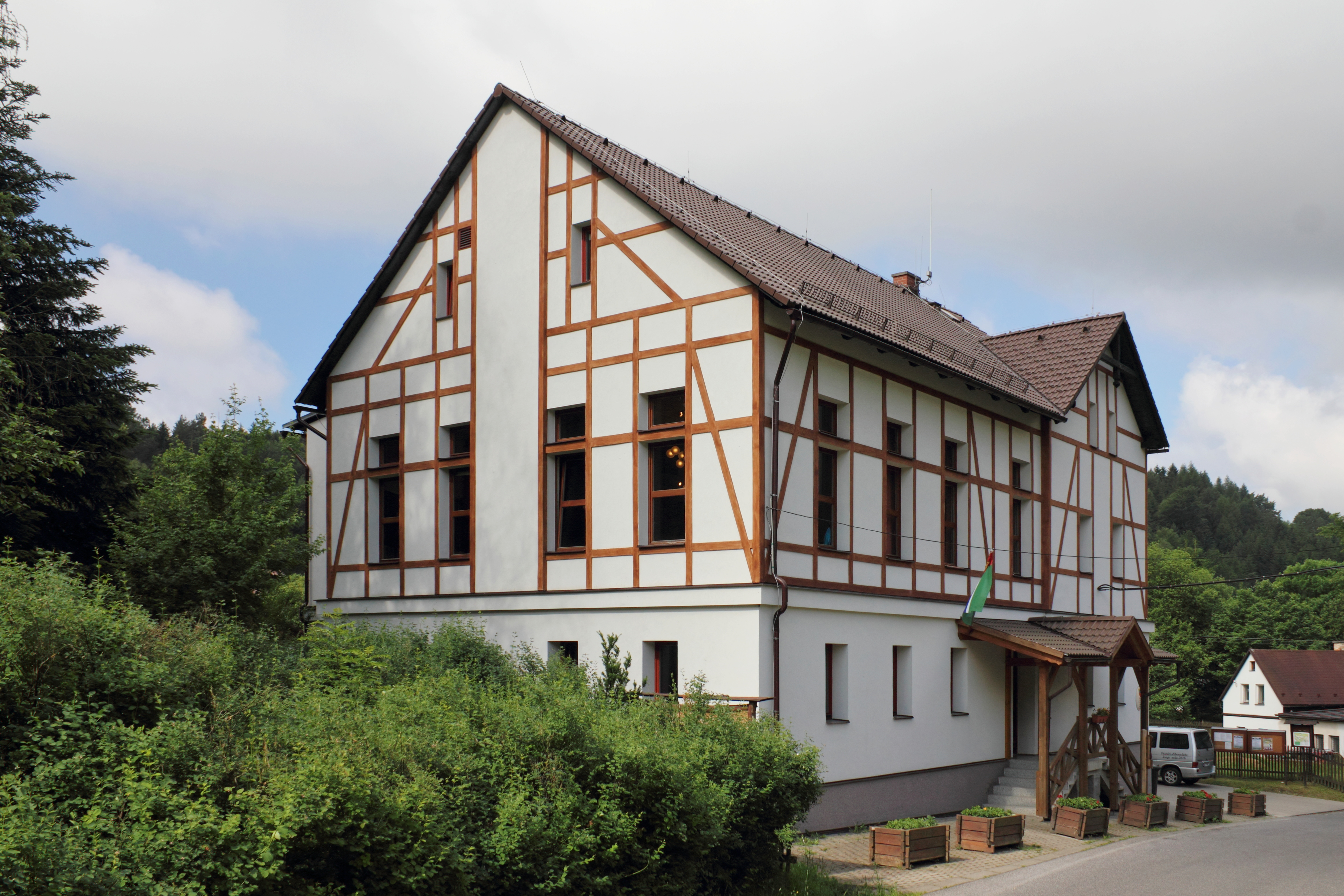
Gemeindeverwaltung in Dolní Prysk
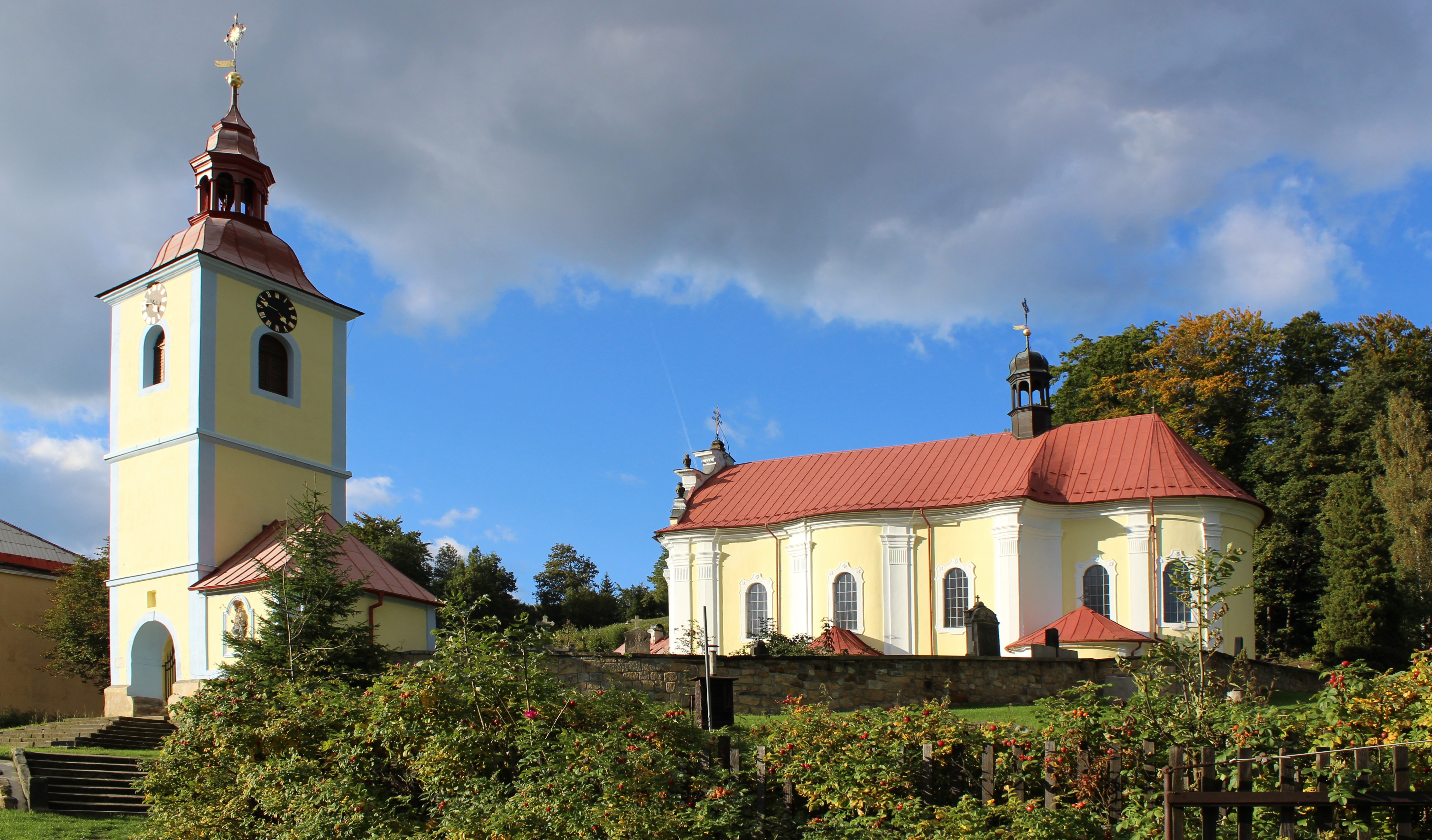
Barockkirche Peter und Paul (1718/21) mit dem freistehenden Glockenturm in Horní Prysk
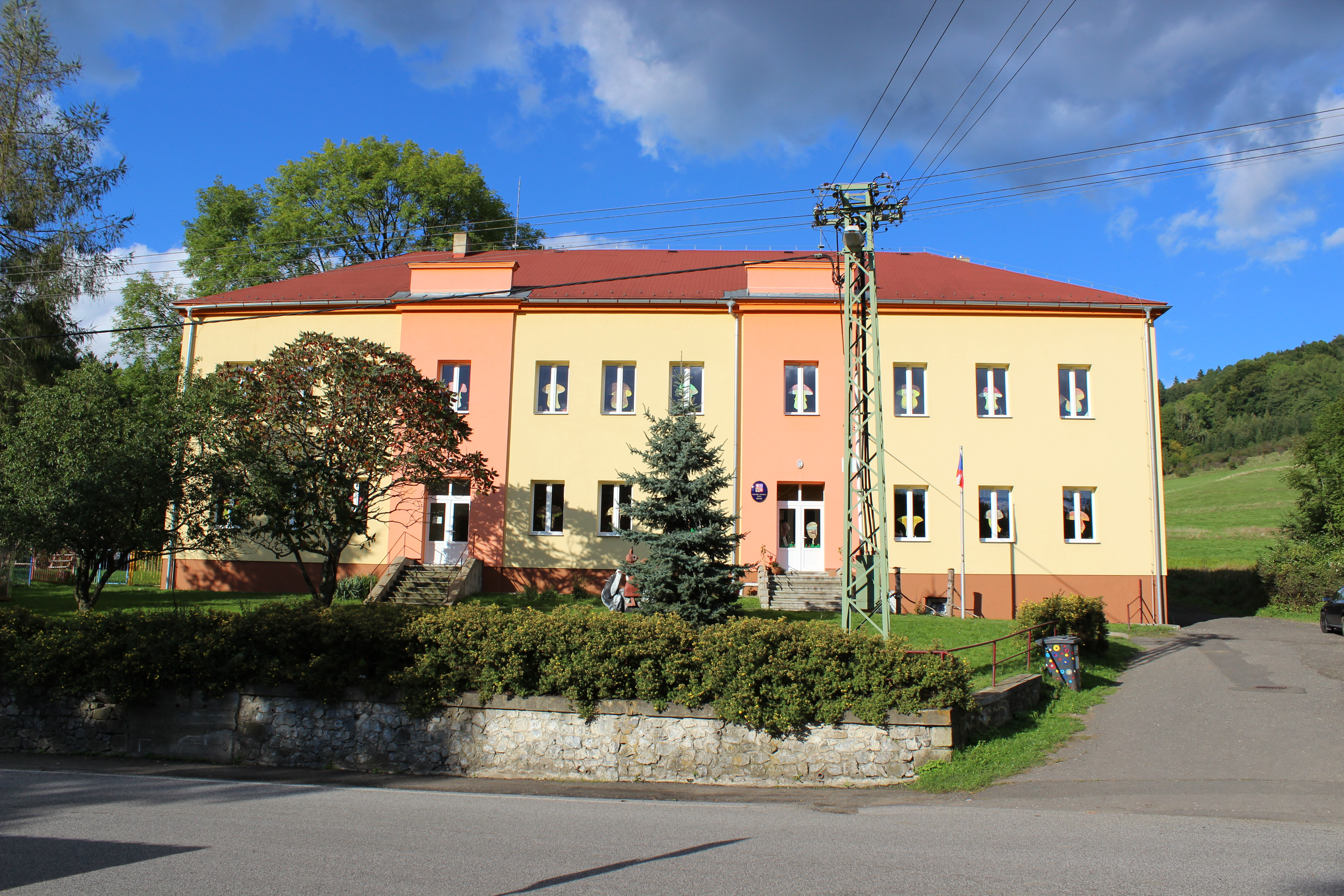
Schule in Dolní Prysk
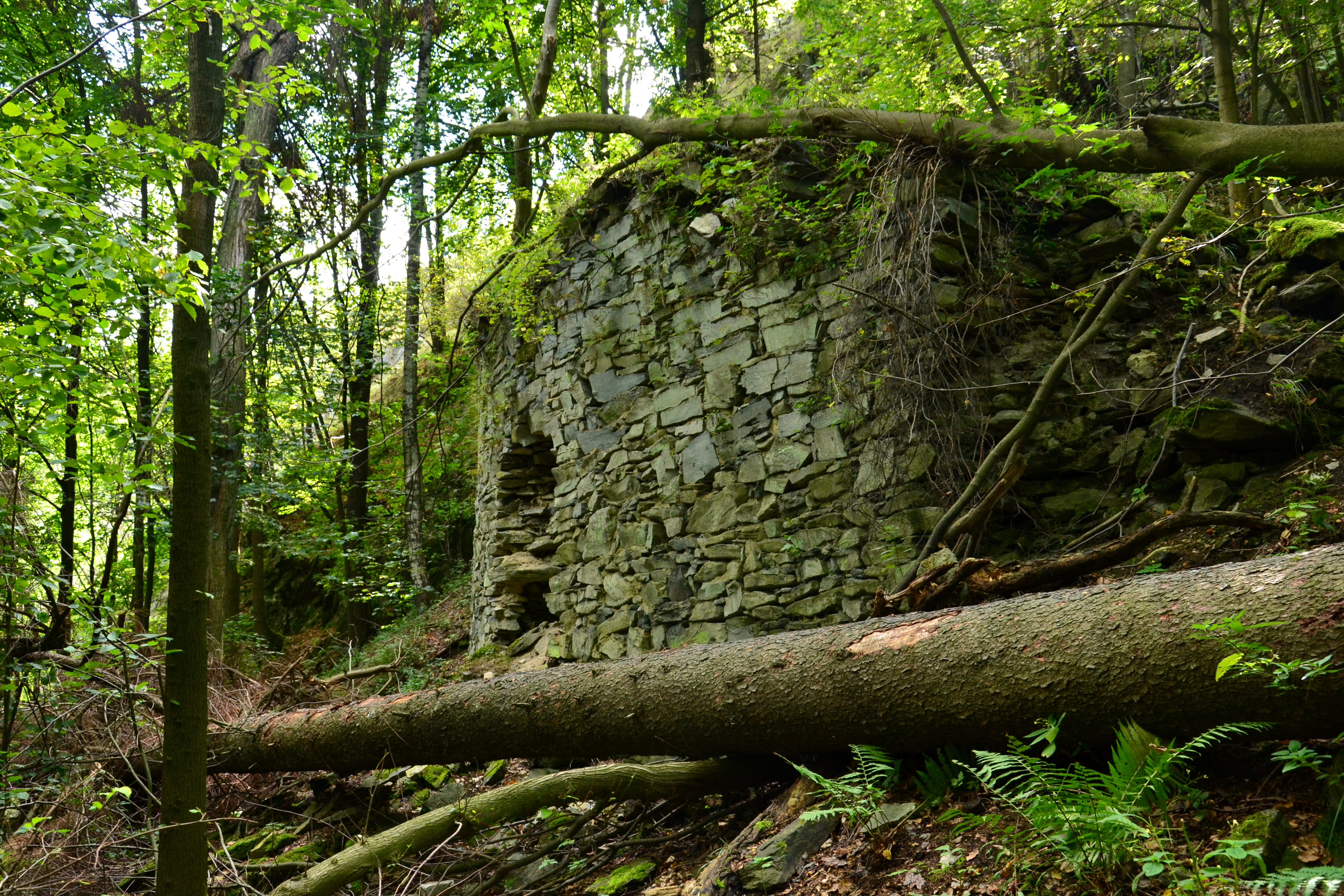
Reste der im Gemeindegebiet gelegenen Burg Fredevald
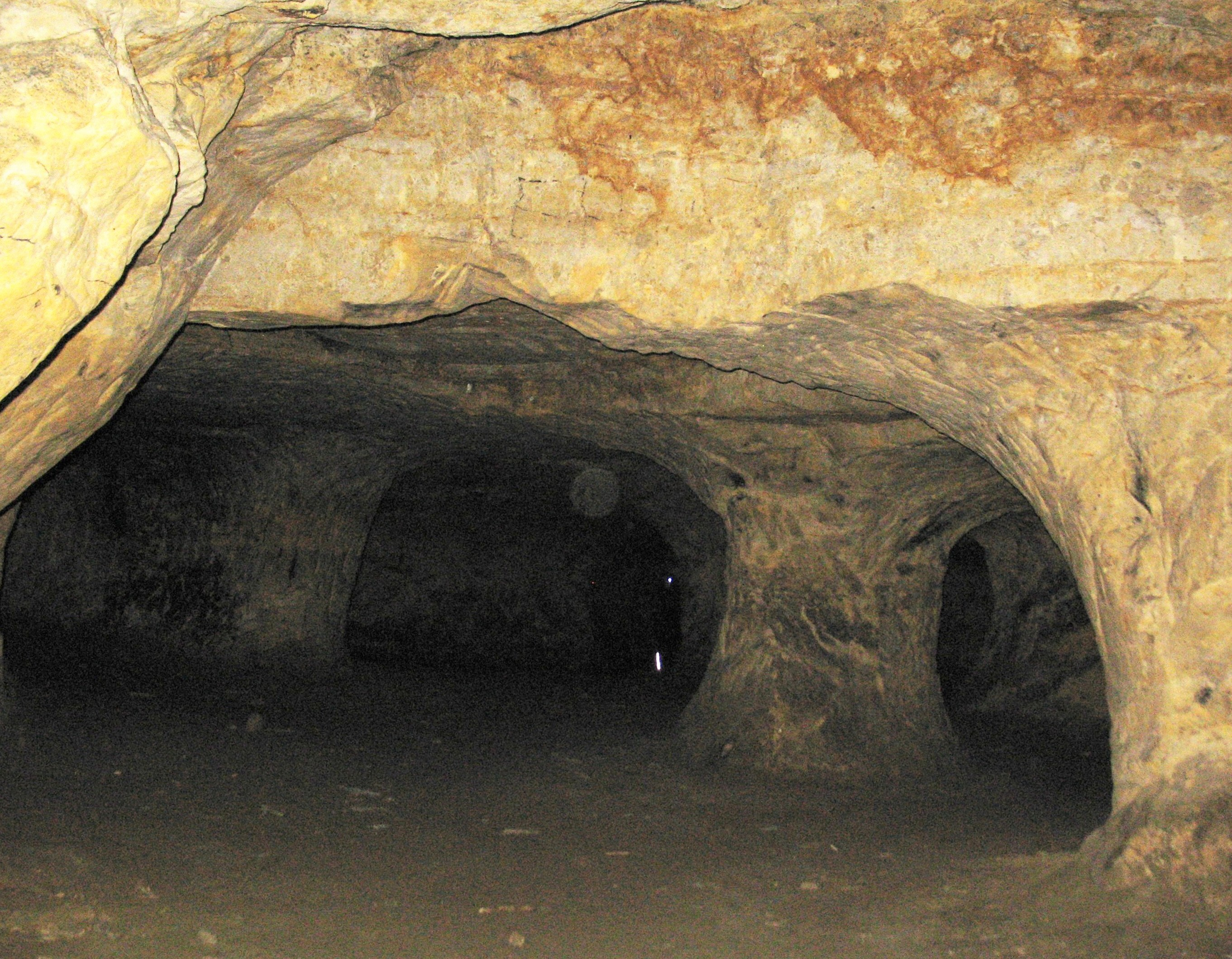
Riedels Sandhöhle, hier wurde Anfang des 20. Jahrhunderts Sand zur Glasherstellung gewonnen